# Paulijns privilege
Het Paulijns of Paulinisch privilege of Paulijns voorbehoud (Latijn: privilegium paulinum) is een kerkelijke regeling voor het ontbinden van huwelijken tussen christen en niet-christen. Het privilege gaat terug op de apostel Paulus.

## Oorsprong
In de tijd van Paulus (ca. 32–64 na Christus) kwam het voor dat gedurende een (heidens gesloten, niet-sacramenteel) huwelijk één der gehuwden zich bekeerde tot het christelijk geloof en zich liet dopen. Soms leidde dit tot conflicten binnen het huwelijk.
Vermoedelijk heeft de apostel Paulus om die reden een uitzonderingsregel vastgesteld en geformuleerd. In deze gevallen was het voor de gedoopte partner bij onoverkomelijke geloofsmoeilijkheden met de heidense partner mogelijk om opnieuw – kerkelijk 
én sacramenteel – te huwen met een christen.

## Canoniek recht
Het Paulijns privilege is opgenomen in het canoniek recht van de Rooms-Katholieke Kerk. 
Het privilege geldt alleen voor huwelijken gesloten tussen twee mensen die ten tijde van de huwelijkssluiting niet gedoopt waren. (Het betreft in dat geval volgens het canoniek recht wel een op zich geldig en bindend, maar geen sacramenteel huwelijk.) Wanneer één der gehuwden zich laat dopen en de partner weigert de vreedzame voortzetting van het huwelijk, kan het niet-sacramentele huwelijkscontract ontbonden worden. 
De ontbinding van het niet-sacramentele voorgaande huwelijk wordt pas van kracht op het moment dat de christelijk geworden partner een nieuw huwelijk aangaat. Dat huwelijk hoeft niet per se (maar wel bij voorkeur) met een katholieke partner te worden gesloten: het kan ook gaan om een niet-katholieke christen of een niet-gedoopte.
Voorwaarde is wel dat de nieuwe partner het geloof van zijn of haar partner wel respecteert; bovendien dat de niet-katholiek of niet-gedoopte belooft de eventuele kinderen katholiek te laten opvoeden; vanzelfsprekend dient dit huwelijk voor de Kerk gesloten te worden. 
Net zoals bij alle andere gemengde huwelijken disparitas cultus (andere godsdienst, ongedoopten) en mixta religione (niet-katholieke christelijke confessie) dient in de gevallen van het huwen van een niet-vijandiggezinde niet-katholiek of niet-christen de speciale dispensatie (toestemming) van aartsbisschop, bisschop of de paus (Romeinse Curie) verkregen te worden.

## Andere vormen
Het Paulijns privilege moet niet verward worden met het Petrijns privilege dat een geldig, doch niet-sacramenteel huwelijk tussen een reeds ten tijde van het huwelijk gedoopte christen met een niet-christen opheft ten gunste van het katholiek geloof. Dit kan zich bijvoorbeeld voordoen als een protestantse huwelijkspartij die voorheen met een ongedoopte partij gehuwd was, voor de Katholieke Kerk wenst te huwen met een katholieke partner (en belooft de kinderen katholiek op te voeden). Om een geldig kerkelijk huwelijk mogelijk te maken kan de paus krachtens het Petrijns privilege het eerste niet-sacramentele huwelijk ontbinden ten gunste van het katholiek-gesloten twee huwelijk. 
Evenmin gaat het bij de beide privileges om een nietigverklaring van een kerkelijk huwelijk; dit laatste houdt in de vaststelling van de nietigheid en de ongeldigheid van een vermeend sacramenteel huwelijk reeds vanaf de sluiting van het vermeende kerkelijk huwelijk. 
Het Paulijns en Petrijns privilege betreffen de ontbinding van wél geldige doch niet-sacramentele (en dus niet onontbindbare) huwelijkscontracten.